# Consistorium
Als consistorium wird der kaiserliche Staatsrat im spätantiken Römischen Reich bezeichnet.
Das consistorium stellt die Nachfolgeinstitution des consilium principis der frühen und hohen Kaiserzeit dar. In der Zeit Konstantins des Großen und vor allem seines Sohns und Nachfolgers Constantius II. entwickelte es sich zum höchsten kaiserlichen Beratungs- und Entscheidungsgremium. Der Name ist von consistere (lateinisch „stehen, zusammentreten“) abgeleitet, da die Ratsmitglieder (die comites consistoriani) in Anwesenheit des Kaisers standen.
Neben dem Kaiser gehörte dem consistorium eine nicht immer fest umrissene Gruppe hoher Beamter an. Die vier wichtigsten Hofminister gehörten dem Staatsrat aufgrund ihrer Position an und trugen den Titel eines vir illustris. Es handelte sich um den comes rerum privatarum, der an der Spitze der Verwaltung der kaiserlichen Domänen stand, den comes sacrarum largitionum, der für die Steuerverwaltung zuständig war, den rhetorisch und juristisch geschulten quaestor sacri palatii und schließlich den besonders wichtigen magister officiorum. Dessen Aufgabenbereich war sehr vielfältig, er war unter anderem für die Bearbeitung von Anfragen und Gesuchen sowie allgemein für den reibungslosen Verwaltungsablauf verantwortlich, ebenso übte er Aufsichtsfunktionen und außenpolitische Tätigkeiten aus. Neben diesen ständigen Ratsmitgliedern, den comites consistoriani, konnte der Kaiser bei Bedarf weitere Amtspersonen und Vertraute hinzuziehen. Der jeweilige Prätorianerpräfekt, im spätantiken Imperium der höchste Zivilbeamte (im Westen und Osten gab es nach der sogenannten Reichsteilung von 395 je zwei, zuvor insgesamt drei), konnte ebenso an Sitzungen teilnehmen wie hohe Militärpersonen (vor allem die magistri militum), wenn dies erforderlich war. Die genaue Zusammensetzung variierte entsprechend der Interessenslage.
Der Zugang zum consistorium war reglementiert und vom Willen des Kaisers abhängig, weshalb er mit erheblichem Prestige verbunden war. Andererseits war der Kaiser auf die fachliche Expertise der Ratsmitglieder angewiesen, diese konnten Entscheidungen somit indirekt beeinflussen. Dies betraf auch Personalfragen, weshalb sich Gelegenheiten boten, eigene Gefolgsleute als Kandidaten durchzusetzen, statt die eines möglichen Rivalen. Für viele nicht-senatorische Personen bedeutete das einen sozialen Aufstieg in die Reichselite (im Sinne einer „Funktionselite“).
Dem Gremium kam bei der Regierungspraxis entscheidende Bedeutung zu, die Sitzungen wurden deshalb auch von einer eigenen Gruppe von Beamten (tribuni et notarii) protokolliert. Der Rat trat auch dann zusammen, wenn sich der Kaiser außerhalb der jeweiligen Residenz aufhielt. Er war letztlich in alle wichtigen Staatsangelegenheiten eingebunden, denn neben den genannten militärischen, innen- und außenpolitische Fragen, erörterte er auch Fragen religiöser Natur. Des Weiteren wurden diplomatische Gesandtschaften in der Regel im consistorium empfangen. Im Rahmen der kaiserlichen Gesetzgebung wurden im consistorium Inhalt und Formulierungen der Gesetze vorab beraten und initiativ vorbereitet, bevor der Kaiser sie offiziell erließ. Ebenso wurden hier hochrangige Gerichtsverfahren (wie Hochverratsprozesse) geführt; dabei konnte die Zusammensetzung des Gremiums weiter variieren.
Im Ostreich spielte das consistorium im 5. und 6. Jahrhundert eine zunehmend kleinere Rolle bei der Regierungsarbeit. Unter Theodosius II. ging von ihm eine eher zeremonielle Funktion aus. Politische Entscheidungen scheinen jedenfalls nicht mehr nur dort getroffen worden zu sein. Dies setzte sich bis in die Zeit Justinians I. fort, als das consistorium seine Bedeutung endgültig verlor. Politische Entscheidungen wurden nun in anderen Zusammenkünften des Kaisers mit den entsprechenden Beamten und Beratern getroffen, während Gerichtsverfahren im Rat teils immer noch geführt wurden.
Im Westreich offenbarten sich die Schwächen des Staatsrates, als im 5. Jahrhundert junge und/oder schwache Kaiser auf dem Thron waren, die wahre Macht aber vom obersten westlichen Heermeister (magister militum) ausging. Während die Heermeister im 4. Jahrhundert noch mit anderen politischen Funktionsträgern um Einfluss stritten, hatte ihre Monopolisierung der militärischen Stellung im 5. Jahrhundert zur Folge, dass sie sich direkt in zivile politische Entscheidungen einmischen konnten und der Kaiser im consistorium nicht mehr ausschlaggebend war; stattdessen dominierte der Heermeister das consistorium. Diese dominierende Stellung des obersten westlichen Heermeisters, des magister utriusque militae, wurde den Anhängern Stilichos allerdings zum Verhängnis, als das consistorium nach seiner Ermordung im Jahr 408 regelrecht gesäubert wurde. Der übermächtige Heermeister Flavius Aëtius wurde im Jahr 454 offenbar während einer Sitzung des consistorium von Kaiser Valentinian III. getötet.